# Еквил (Алберта)
Еквил (енгл. Eckville) је мала варош у централном делу канадске провинције Алберта и део је статистичке регије Централна Алберта. Налази се западно од града Ред Дира на деоници локалног друма 766. 
Насеље је основано 1905, а 1912. је пресељено на данашњи локалитет. Године 1921. Еквил је добио службени статус села, а 1966. и статус вароши.
Према резултатима пописа становништва из 2011. у варошици је живело 1.125 становника у 485 домаћинстава, што је за 18,3% више у односу на попис из 2006. када је регистрован 951 житељ у варошици.

## Становништво
| 2006. | 2011. |
| ----- | ----- |
| 951   | 1.125 |